# Нојхаузен (Енцкрајс)
Нојхаузен (њем. Neuhausen) општина је у њемачкој савезној држави Баден-Виртемберг. Једно је од 28 општинских средишта округа Енцкрајс. Према процјени из 2010. у општини је живјело 5.399 становника. Посједује регионалну шифру (AGS) 8236044.

## Географски и демографски подаци
Нојхаузен се налази у савезној држави Баден-Виртемберг у округу Енцкрајс. Општина се налази на надморској висини од 482 метра. Површина општине износи 29,8 km². У самом мјесту је, према процјени из 2010. године, живјело 5.399 становника. Просјечна густина становништва износи 181 становника/km².